# Station Nijo

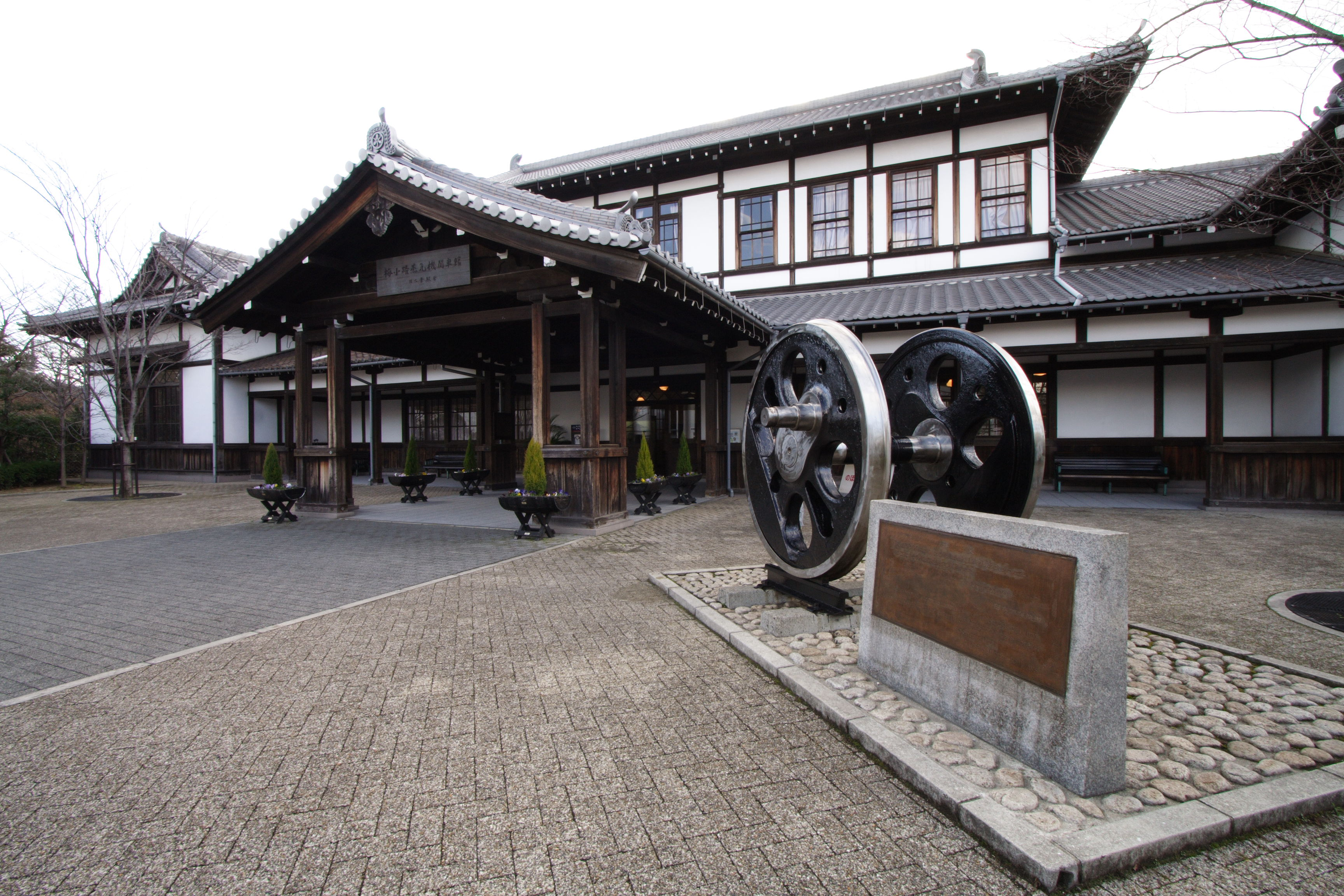
Het oude stationsgebouw.

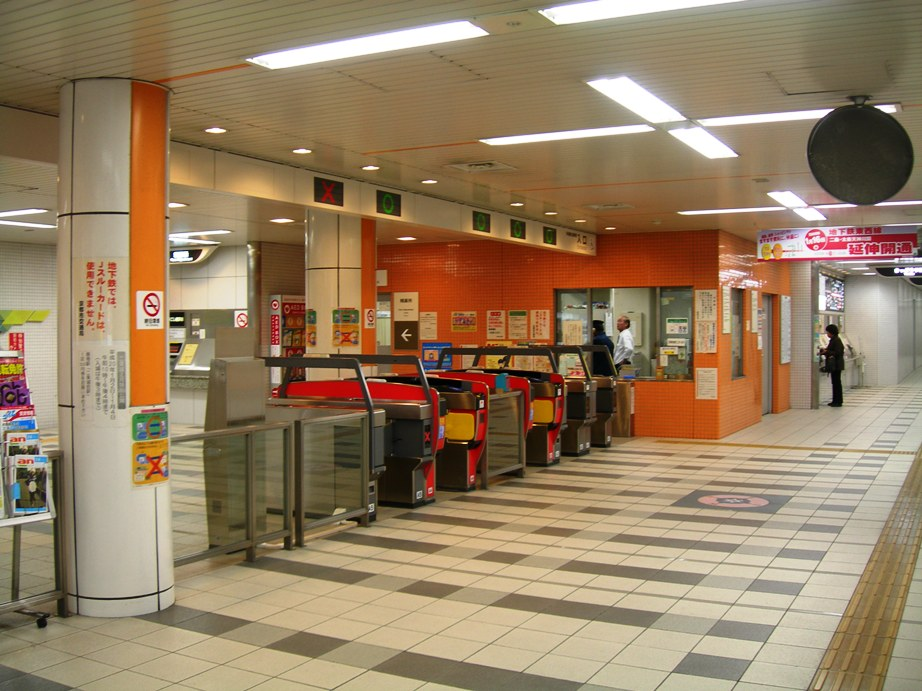
De toegangspoortjes van het metrostation.

Station Nijō  (二条駅,  Nijō-eki) is een spoorweg- en metrostation in de wijk Nakagyō-ku in de Japanse stad Kyoto. Het wordt aangedaan door de Sagano-lijn (JR West) en de Tōzai-lijn (Metro van Kyoto). Het station heeft in totaal vier sporen, gelegen aan een twee eilandperrons.

## Lijnen

### JR West
| 1 | ■ Sagano-lijn | richting Kyoto             |
| 2 | ■ Sagano-lijn | richting Kameoka en Sonobe |

### Metro van Kyoto
Het metrostation staat haaks op het treinstation, en bevindt zich er iets ten noorden van. Het station heeft het nummer T15.
| 1 | ■ Tōzai-lijn | richting Uzumasa Tenjingawa                   |
| 2 | ■ Tōzai-lijn | richting Karasuma Oike, Yamashina en Rokujizō |

## Geschiedenis
Het treinstation werd in 1897 geopend. Bij de opening van het metrostation in 1997 werd er een nieuw station gebouwd; het oude station werd verplaatst naar het Umekoji Stoomlocomotiefmuseum.

## Overig openbaar vervoer
Bussen 6, 15, 45, 55, 66, 201 en 206. Daarnaast stoopen er ook rechtstreekse bussen naar de luchthavens Kansai en Osaka Itami.
Kioto · Tambaguchi · Nijō · Emmachi · Hanazono · Uzumasa · Saga-Arashiyama · Hozukyō · Umahori · Kameoka · Namikawa · Chiyokawa · Yagi · Yoshitomi · Sonobe (>>San'in-lijn)
Rokujizō · Ishida · Daigo · Ono · Nagitsuji · Higashino · Yamashina · Misasagi · Keage · Higashiyama · Sanjō Keihan · Kyoto Shiyakusho-mae · Karasuma Oike · Nijōjō-mae · Nijō · Nishiōji Oike · Uzumasa Tenjingawa